# Carel Frederik Wesselman (1746-1825)

Familiewapen Wesselman van Helmond

Carel Frederik Wesselman (Klarenbeek, 1746 – Helmond, 25 januari 1825) was essayeur van Amsterdam (1767-1777), muntmeester van Utrecht (1777-1783) en heer van Helmond (1781-1825). Wesselman kocht de bijna failliete heerlijkheid Helmond in 1781 van Nicolaas Antoine graaf van Arberg.
Op 12 april 1746 werd Carel Frederik als zoon van Pieter Wesselman en Hendrina Pluym geboren op 'De Copermolen' van Klarenbeek. Hij trad op 18 februari 1770 in het huwelijk met Anna Sebilla Wilhelmina Plencker (1740–1817). Het echtpaar kreeg vier kinderen, waaronder jhr. mr Carel Frederik Wesselman (1780-1853) die zijn vader als heer van Helmond opvolgde.

## Jeugd
Carel Frederiks vader was van Duitse komaf en protestant. Hij was een der grootgrondbezitters op de Veluwe. Carels moeder was de dochter van een kolenbrander te Klarenbeek. Deze begon in 1732 een kopermolen, alwaar Carel ook geboren is. De ouders van Carel Frederik waren dus welgesteld. Op 16-jarige leeftijd ging hij naar Amsterdam om opgeleid te worden tot essayeur. Op 26 maart 1767 legde hij de eed af die hoorde Instructiën tot Essayeur, Scheider en Affineur te Amsterdam, uit handen van de Heren Raden en Generaal Meesteren van de Munten der Vereenigde Nederlanden en startte zijn eigen bedrijfje. Door zijn huwelijk kwam de bouwmaterialenhandel in de Steenkoperij op de Binnen Amstel onder zijn beheer en in 1771 bracht hij hier ook zijn essayeursactiviteiten onder. Wesselman probeerde ook de export van bouwmaterialen naar Suriname en nam deel in schepen die hierheen voeren. Een mogelijke aankoop van een plantage in Suriname in combinatie met zijn zwager ging niet door.
Op 16 juni 1777 vestigde hij zich als Muntmeester van de Rijksmunt in Utrecht, waaraan hij tot 1783 verbonden bleef. In 1777 werd de Oeconomische Tak van de Hollandsche Maatschappij der Wetenschappen opgericht, een beweging van patriottisch gezinde burgers die de nijverheid wensten te stimuleren om aldus de armoede te bestrijden. Wesselman raakte hierbij nauw betrokken. Een van de middelen daartoe werd gezocht in een verbeterd landbouwbeleid, waarvoor ook allerlei woeste gronden rendabel konden worden gemaakt. Dat bracht Wesselman mede ertoe om in 1781 de heerlijkheid Helmond van de familie Van Arberg te kopen, en in 1783 ging hij er wonen met zijn gezin .

## Heer van Helmond
Carel Wesselman wilde de heerlijke rechten die bij dit bezit hoorden, waaronder het jacht- en visrecht, weer in alle strengheid herstellen. Ze waren de afgelopen decennia min of meer in vergetelheid geraakt. Hij stelde ter handhaving daarvan, een aantal jagers aan. Dit alles leidde op 26 mei 1785 zelfs tot een vuurgevecht met een drietal "illegale" vissers in de Aa, waarbij een van dezen gewond raakte. Deze persoon, Diederik Huygens, wist niettemin zijn belagers te verjagen. Nu was hij een volksheld en hij hitste het volk op zodat men op 29 juni in groten getale naar de Ameide trok en daar netten uitwierp. De opgetrommelde sterke arm werd met stenen verdreven.
Daarna diende men een verzoekschrift in bij de Hoge Raad in Den Haag, waarin Wesselman een schrikbewind en de protestantse schepenen onbekwaamheid werd verweten. Bij wijze van compromis stelde Wesselman toen drie katholieke schepenen aan. Maar na de patriottische nederlaag in 1787 en het vernietigend oordeel van het gerecht aangaande het verzoekschrift in 1789, werden dezen weer door protestanten vervangen.

## Ondernemer
In 1794 kwamen de Fransen en werd het ancien régime, en daarmee de heerlijke rechten, afgeschaft. Carel Wesselman ging zich nu op de verbetering van de gronden richten en stortte zich ook op het industriële ondernemerschap: hij was als financier betrokken bij de oprichting in 1811 van de firma Wesselman, Bogaers en Sanders (voortgezet als firma Bogaers), een weefbedrijf met onder meer het bedrijfsgebouw op zijn eigendomsterrein. Voorts ijverde hij actief voor het bevaarbaar maken van de Aa, hetgeen uiteindelijk leidde tot de aanleg van de Zuid-Willemsvaart. Mede door Wesselmans bemoeienis kwam dit kanaal vlak langs het kasteel te lopen. In 1824 kwam het gedeelte van 's-Hertogenbosch tot Helmond gereed.
Stephanus Hanewinkel kenschetste hem als volgt: Hij is met roem bekend als een liefhebber en een uitmuntend verbeteraar van den landbouw; niemand in de Meierij overtreft hem hierin. Zijn plannen bestonden uit het van voor naar achter weg graven van de turf in de Peel. De turfschuiten zouden als retourvracht de uitwerpselen uit de Hollandse steden aan moeten voeren. Die konden dan als meststof dienen om het ontveende gebied voor landbouw geschikt te maken. Wesselman stelde daartoe een Peelplan op dat echter niet is uitgevoerd vanwege de politieke situatie, het gebied werd in 1810 bij Frankrijk ingelijfd. Vanaf 1805 tot zijn dood had hij zitting in de Commissie van Landbouw voor het Departement Brabant.
- Biografisch Portaal: 49400962
- Digitale Bibliotheek voor de Nederlandse Letteren: wess019
- International Standard Name Identifier: 0000 0003 8995 2341
- Nederlandse Thesaurus van Auteursnamen: 227018095
- Parlement.com: vg09llqco6wv
- Virtual International Authority File: 283495342
- WorldCat: E39PBJmP47Q9CdYwd3b8dHQKBP